# Theodor Malm
Bror Theodor "Thodde" Malm, född 23 oktober 1889 i Stockholm, död 2 oktober 1950 i Stockholm, var en svensk amatörfotbollsspelare och bandyspelare som var en av spelarna som deltog i Sveriges allra första landskamp, mot Norge i Göteborg, 12 juli 1908. 
Malm var sedan uttagen till de svenska fotbollstrupperna i OS 1908 och OS i Stockholm 1912. År 1908 spelade han en match (förlust 1–12 mot Storbritannien), 1912 var han endast reserv.
År 1914, då tidningen Nordiskt Idrottslif utförde en undersökning bland läsarna om vem som var Stockholms bästa fotbollsspelare, föll 2/3 av rösterna på Malm
När den aktiva karriären var slut fortsatte Malm inom organisationen; under många år som lagledare och senare som en "allt-i-allo". Han förblev AIK trogen ända till sin död hösten 1950, då klubben bara någon månad senare för första gången åkte ur Allsvenskan.
I AIK vann Malm tre SM-guld i fotboll och två i bandy och han spelade sammanlagt 26 fotbollslandskamper för Sverige (0 mål). 
Han spelade även en sejour i GIF Sundsvall 1921–1922.

## Karriärstatistik

### Landslag
| Landslag | År     | Matcher | Mål |
| -------- | ------ | ------- | --- |
| Sverige  |        |         |     |
| 1908     | 4      | 0       |     |
| 1911     | 2      | 0       |     |
| 1912     | 2      | 0       |     |
| 1913     | 3      | 0       |     |
| 1914     | 6      | 0       |     |
| 1915     | 1      | 0       |     |
| 1916     | 2      | 0       |     |
| 1917     | 2      | 0       |     |
| 1918     | 2      | 0       |     |
| 1919     | 1      | 0       |     |
| 1920     | 1      | 0       |     |
| Totalt   | Totalt | 26      | 0   |

## Meriter

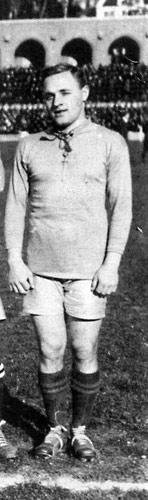
Malm, landskamp mot Danmark 1913

### Fotboll

#### I klubblag
AIK
- Svensk mästare (3): 1911, 1914, 1916

#### I landslag
Sverige
- Uttagen i Sveriges första fotbollslandslag någonsin, mot Norge 12 juli 1908
- Uttagen till OS (2): 1908 (spelade i en av två matcher ),1912 (reserv, ingen speltid)
- 26 landskamper, 0 mål

#### Individuellt
- Mottagare av Stora grabbars märke, 1926

### Bandy
AIK
- Svensk mästare (2): 1909, 1914

### Webbkällor
- Theodor Malm på Sveriges Olympiska Kommittés webbplats
- "Olympic Football Tournament Stockholm 1912", fifa.com, läst 2013 01 29